# TMEM71
TMEM71 (англ. Transmembrane protein 71) – білок, який кодується однойменним геном, розташованим у людей на 8-й хромосомі. Довжина поліпептидного ланцюга білка становить 295 амінокислот, а молекулярна маса — 32 983.
| 10         |  | 20         |  | 30         |  | 40         |  | 50         |
| ---------- |  | ---------- |  | ---------- |  | ---------- |  | ---------- |
| MYRISQLMST |  | PVASSSRLER |  | EYAGELSPTC |  | IFPSFTCDSL |  | DGYHSFECGS |
| IDPLTGSHYT |  | CRRSPRLLTN |  | GYYIWTEDSF |  | LCDKDGNITL |  | NPSQTSVMYK |
| ENLVRIFRKK |  | KRICHSFSSL |  | FNLSTSKSWL |  | HGSIFGDINS |  | SPSEDNWLKG |
| TRRLDTDHCN |  | GNADDLDCSS |  | LTDDWESGKM |  | NAESVITSSS |  | SHIISQPPGG |
| NSHSLSLQSQ |  | LTASERFQEN |  | SSDHSETRLL |  | QEVFFQAILL |  | AVCLIISACA |
| RWFMGEILAS |  | VFTCSLMITV |  | AYVKSLFLSL |  | ASYFKTTACA |  | RFVKI      |

A: Аланін

C: Цистеїн

D: Аспарагінова кислота

E: Глутамінова кислота

F: Фенілаланін

G: Гліцин

H: Гістидин

I: Ізолейцин

K: Лізин

L: Лейцин

M: Метіонін

N: Аспарагін

P: Пролін

Q: Глутамін

R: Аргінін

S: Серин

T: Треонін

V: Валін

W: Триптофан

Задіяний у такому біологічному процесі, як альтернативний сплайсинг. 
Локалізований у мембрані.